# インドメタシンファルネシル
インドメタシンファルネシル (INN:Indometacin farnesil) とは副作用（消化器障害）の低減を目的にデザインされた非ステロイド性抗炎症薬インドメタシンのプロドラッグである。インドメタシンとファルネソールがエステル結合したものである。
インドメタシンファルネシルは1991年に初めて日本で認可され、日本とインドネシアで商品名インフリーやDialonとして利用可能である。